# Tour de Francia 1997
El 84.º Tour de Francia se disputó del 5 al 27 de julio de 1997 sobre un recorrido de 21 etapas + el prólogo inicial, y con un total de 3944 km. que el vencedor cubrió a una velocidad media de 39,237 km./h. La carrera comenzó en Ruan y terminó en París, en el clásico final de los Campos Elíseos. El vencedor final, Jan Ullrich, fue el primer ciclista alemán en lograr el triunfo en la ronda francesa.
Jan Ullrich consiguió la victoria tanto en la clasificación general como en la clasificación de los jóvenes, siendo la última vez que se había conseguido a través de Laurent Fignon en 1983. La clasificación por puntos fue ganada por Erik Zabel por segunda vez, y su equipo, el Team Telekom también ganó la clasificación por equipos.
Richard Virenque y su equipo Festina fueron los rivales más duros de Jan Ullrich, pero perdieron mucho tiempo en los Vosgos. Richard Virenque sin embargo terminó segundo en la general y consiguió el maillot de lunares como vencedor de la montaña, siendo la cuarta vez que lo conseguía. Marco Pantani fue tercero en París.

## Equipos participantes
| Equipo                        | Jefe de filas         |
| Deutsche Telekom              | Bjarne Riis           |
| Festina                       | Richard Virenque      |
| Mapei-GB                      | Johan Museeuw         |
| ONCE                          | Alex Zülle            |
| MG Technogym                  | Michele Bartoli       |
| Team Polti                    | Luc Leblanc           |
| Cofidis                       | Tony Rominger         |
| La Française des Jeux         | Mauro Gianetti        |
| Roslotto-ZG Mobili            | Alexandre Gontchenkov |
| Gan                           | Chris Boardman        |
| TVM                           | Maarten den Bakker    |
| Saeco                         | Ivan Gotti            |
| Rabobank                      | Peter Luttenberger    |
| Casino                        | Alberto Elli          |
| Batik - Del Monte             | Eugeni Berzin         |
| Banesto                       | Abraham Olano         |
| Lotto-Mobistar                | Laurent Madouas       |
| Kelme-Costa Blanca            | Fernando Escartín     |
| Mercatone Uno                 | Marco Pantani         |
| US Postal Service             | Viatcheslav Ekimov    |
| La Mutuelle de Seine et Marne | Jean Philippe Dojwa   |
| Bigmat - Auber 93             | Pascal Lino           |

## Etapas
| Etapa   | Fecha       | Recorrido                    | Distancia (km) | Ganador           | Líder           |
| ------- | ----------- | ---------------------------- | -------------- | ----------------- | --------------- |
| Prólogo | 5 de julio  | Ruan                         | 7,3 (CRI)      | Chris Boardman    | Chris Boardman  |
| 1.ª     | 6 de julio  | Ruan-Forges-les-Eaux         | 192            | Mario Cipollini   | Mario Cipollini |
| 2.ª     | 7 de julio  | Saint-Valery-en-Caux-Vire    | 262            | Mario Cipollini   | Mario Cipollini |
| 3.ª     | 8 de julio  | Vire-Plumelec                | 224            | Erik Zabel        | Mario Cipollini |
| 4.ª     | 9 de julio  | Plumelec-Le Puy du Fou       | 223            | Nicola Minali     | Mario Cipollini |
| 5.ª     | 10 de julio | Chantonnay-La Châtre         | 261,5          | Cédric Vasseur    | Cédric Vasseur  |
| 6.ª     | 11 de julio | Le Blanc-Marennes            | 215,5          | Jeroen Blijlevens | Cédric Vasseur  |
| 7.ª     | 12 de julio | Marennes-Burdeos             | 194            | Erik Zabel        | Cédric Vasseur  |
| 8.ª     | 13 de julio | Sauternes-Pau                | 161,5          | Erik Zabel        | Cédric Vasseur  |
| 9.ª     | 14 de julio | Pau-Loudenvielle             | 182            | Laurent Brochard  | Cédric Vasseur  |
| 10.ª    | 15 de julio | Luchon- Ordino Arcalís       | 252,5          | Jan Ullrich       | Jan Ullrich     |
| 11.ª    | 17 de julio | Andorra-Perpiñán             | 192            | Laurent Desbiens  | Jan Ullrich     |
| 12.ª    | 18 de julio | Saint-Étienne                | 55,5 (CRI)     | Jan Ullrich       | Jan Ullrich     |
| 13.ª    | 19 de julio | Saint-Étienne-Alpe d'Huez    | 203,5          | Marco Pantani     | Jan Ullrich     |
| 14.ª    | 20 de julio | Le Bourg-d'Oisans-Courchevel | 148            | Richard Virenque  | Jan Ullrich     |
| 15.ª    | 21 de julio | Courchevel-Morzine           | 208,5          | Marco Pantani     | Jan Ullrich     |
| 16.ª    | 22 de julio | Morzine- Friburgo            | 181            | Christophe Mengin | Jan Ullrich     |
| 17.ª    | 23 de julio | Friburgo-Colmar              | 218,5          | Neil Stephens     | Jan Ullrich     |
| 18.ª    | 24 de julio | Colmar-Montbéliard           | 175,5          | Didier Rous       | Jan Ullrich     |
| 19.ª    | 25 de julio | Montbéliard-Dijon            | 172            | Mario Traversoni  | Jan Ullrich     |
| 20.ª    | 26 de julio | Eurodisney                   | 63 (CRI)       | Abraham Olano     | Jan Ullrich     |
| 21.ª    | 27 de julio | Eurodisney-París             | 149,5          | Nicola Minali     | Jan Ullrich     |

## Clasificaciones
| \| 1. \| Jan Ullrich \| Alemania \| TEL \| 100h 30' 35" \| \| \| 2. \| Richard Virenque \| Francia \| FES \| + 9' 09" \| \| \| 3. \| Marco Pantani \| Italia \| MER \| + 14' 03" \| \| \| 4. \| Abraham Olano \| España \| BAN \| + 15' 55" \| \| \| 5. \| Fernando Escartín \| España \| KEL \| + 20' 32" \| \| \| 6. \| Francesco Casagrande \| Italia \| SAE \| + 22' 47" \| \| \| 7. \| Bjarne Riis \| Dinamarca \| TEL \| + 26' 34" \| \| \| 8. \| José María Jiménez (Chava) \| España \| BAN \| + 31' 17" \| \| \| 9. \| Laurent Dufaux \| Suiza \| FES \| + 31' 55" \| \| \| 10. \| Roberto Conti \| Italia \| MER \| + 32' 26" \| \| |                            |           |     |              |  |
| 1. | Jan Ullrich                | Alemania  | TEL | 100h 30' 35" |  |
| 2. | Richard Virenque           | Francia   | FES | + 9' 09"     |  |
| 3. | Marco Pantani              | Italia    | MER | + 14' 03"    |  |
| 4. | Abraham Olano              | España    | BAN | + 15' 55"    |  |
| 5. | Fernando Escartín          | España    | KEL | + 20' 32"    |  |
| 6. | Francesco Casagrande       | Italia    | SAE | + 22' 47"    |  |
| 7. | Bjarne Riis                | Dinamarca | TEL | + 26' 34"    |  |
| 8. | José María Jiménez (Chava) | España    | BAN | + 31' 17"    |  |
| 9. | Laurent Dufaux             | Suiza     | FES | + 31' 55"    |  |
| 10. | Roberto Conti              | Italia    | MER | + 32' 26"    |  |

| \| 1. \| Erik Zabel \| Alemania \| TEL \| 350 puntos \| \| 2. \| Frédéric Moncassin \| Francia \| GAN \| 223 puntos \| \| 3. \| Mario Traversoni \| Italia \| MER \| 198 puntos \| |                    |          |     |            |
| 1. | Erik Zabel         | Alemania | TEL | 350 puntos |
| 2. | Frédéric Moncassin | Francia  | GAN | 223 puntos |
| 3. | Mario Traversoni   | Italia   | MER | 198 puntos |

| \| 1. \| Richard Virenque \| Francia \| FES \| 579 puntos \| \| 2. \| Jan Ullrich \| Alemania \| TEL \| 328 puntos \| \| 3. \| Francesco Casagrande \| Italia \| SAE \| 309 puntos \| |                      |          |     |            |
| 1. | Richard Virenque     | Francia  | FES | 579 puntos |
| 2. | Jan Ullrich          | Alemania | TEL | 328 puntos |
| 3. | Francesco Casagrande | Italia   | SAE | 309 puntos |

| \| 1. \| Jan Ullrich \| Alemania \| TEL \| 100h 30' 35" \| \| 2. \| Peter Luttenberger \| Austria \| RAB \| + 45' 39" \| \| 3. \| Michael Boogerd \| Holanda \| RAB \| + 1h 00' 33" \| |                    |          |     |              |
| 1. | Jan Ullrich        | Alemania | TEL | 100h 30' 35" |
| 2. | Peter Luttenberger | Austria  | RAB | + 45' 39"    |
| 3. | Michael Boogerd    | Holanda  | RAB | + 1h 00' 33" |

| \| 1. \| Team Deutsche Telekom \| Alemania \| TEL \| 301h 51' 30" \| \| 2. \| Mercatone Uno \| Italia \| MER \| + 31' 56" \| \| 3. \| Festina \| Francia \| FES \| + 47' 52" \| |                       |          |     |              |
| 1. | Team Deutsche Telekom | Alemania | TEL | 301h 51' 30" |
| 2. | Mercatone Uno         | Italia   | MER | + 31' 56"    |
| 3. | Festina               | Francia  | FES | + 47' 52"    |